# Else-Merete Ross
Else-Merete Ross, født Helweg-Larsen (27. februar 1903 i København – 1. marts 1976 smst) var en dansk gymnasielektor og politiker for Det Radikale Venstre. Else-Merete Ross var i sin samtid kendt som forkæmper for minoriteterne, specielt de homoseksuelle og hun var en markant debattør i samfundsdebatten.
Hun var datter af overretssagfører Albert Helweg-Larsen (1876-1952) og Berta Amalie Meincke (1881-1965) og søster til Jørgen Helweg-Larsen og Niels Helweg-Larsen.
I 1950 stillede hun op til Folketinget for Det Radikale Venstre, men det var først fra 1960 at hun blev valgt og dér overtog hun folketingsmandatet efter Kirsten Gloerfelt-Tarp i Østre Storkreds.
Else Merete Ross var gift med retsfilosoffen Alf Ross, med hvem hun fik børnene Strange, Lone og Ulrik.